# ビブロンマルスッポン
ビブロンマルスッポン（学名：Pelochelys bibroni）は、スッポン科マルスッポン属に分類されるカメ。別名ハナマルスッポン。

## 分布
インドネシア（ニューギニア島南部）、パプアニューギニア（ニューギニア島南部）

## 形態
最大甲長102cm。背甲前部と外縁に無数の棘状の突起がある。背甲の色彩は緑褐色や褐色で、黄緑色や黄褐色の複雑な斑紋が入る。

## 生態
大型河川に生息する。汽水域で発見された例もある。成体の天敵は唯一イリエワニのみである。
食性は動物食傾向の強い雑食で、飼育下では貝類、甲殻類、魚類等を食べた例がある。水底の砂の中等に潜り、通りかかった獲物を頸部を伸ばして噛みついて捕食する。
繁殖形態は卵生。6-8月に河川の土手などに1回に20-45個の卵を産む。

## 人間との関係
生息地では卵も含めて食用とされる。
開発による生息地の破壊、食用の乱獲等により生息数は減少している。
ペットとして飼育されることもあり、日本にも輸入されている。流通はまれ。大型種のため、大型のケージが用意できない限り一般家庭での飼育には向かない。アクアリウムで飼育される。潜れるように細かい砂を底砂として最低でも甲高程の深さで敷く。大型種の上に顎の力が強く嘴も鋭いため噛まれるとひどい怪我を負うこともあるため、扱いには注意が必要。